# Adolph Northen
Adolph Northen (ook gespeld als Adolf Northen, Adolf Northern of Adolph Northern, Münden, 6 november 1828 – Düsseldorf, 28 mei 1876) was een Duits schilder.
Hij werd geboren in Hannoversch Münden, in de Duitse staat Hannover en maakte deel uit van de Düsseldorfse schildersschool. Northen schilderde vooral scènes uit veldslagen en in het bijzonder gebeurtenissen die plaatsvonden tijdens de Napoleontische oorlogen.

## Galerij

Terugtocht van Napoleon uit Moskou 1851
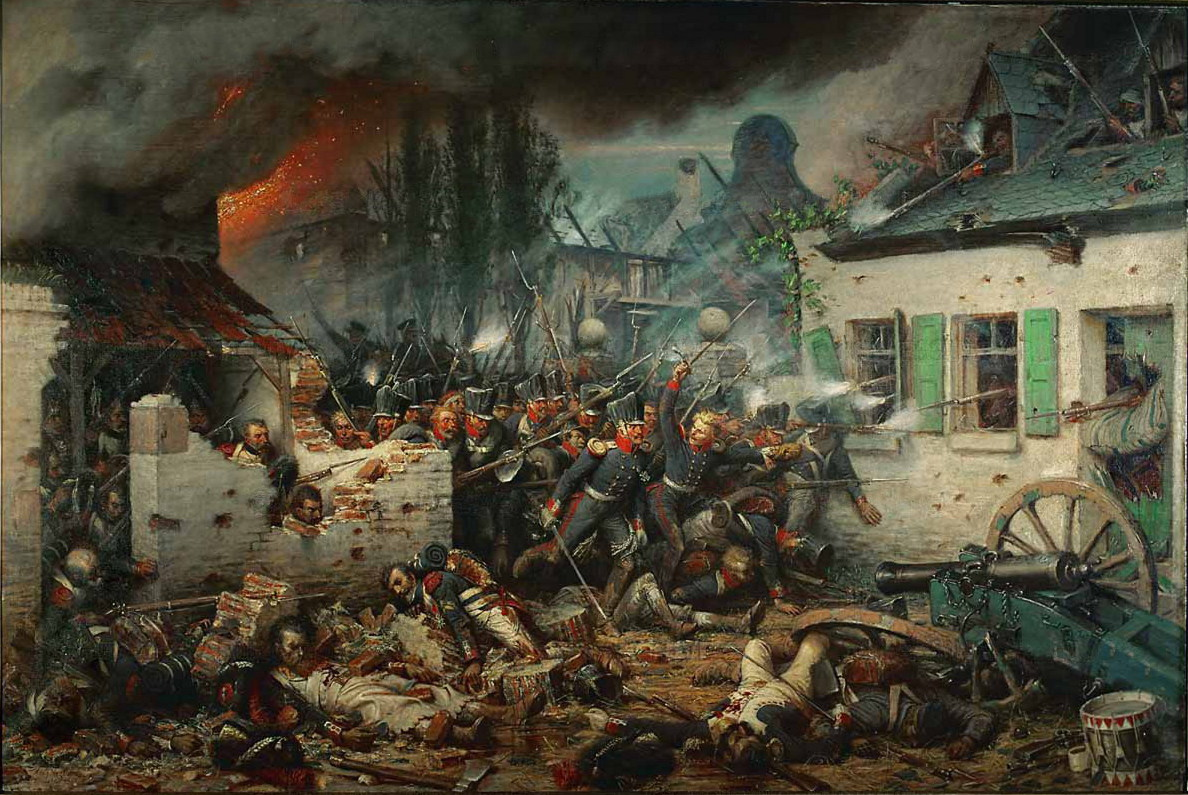
De Pruisen bestormen Plancenoit tijdens de Slag bij Waterloo 1864
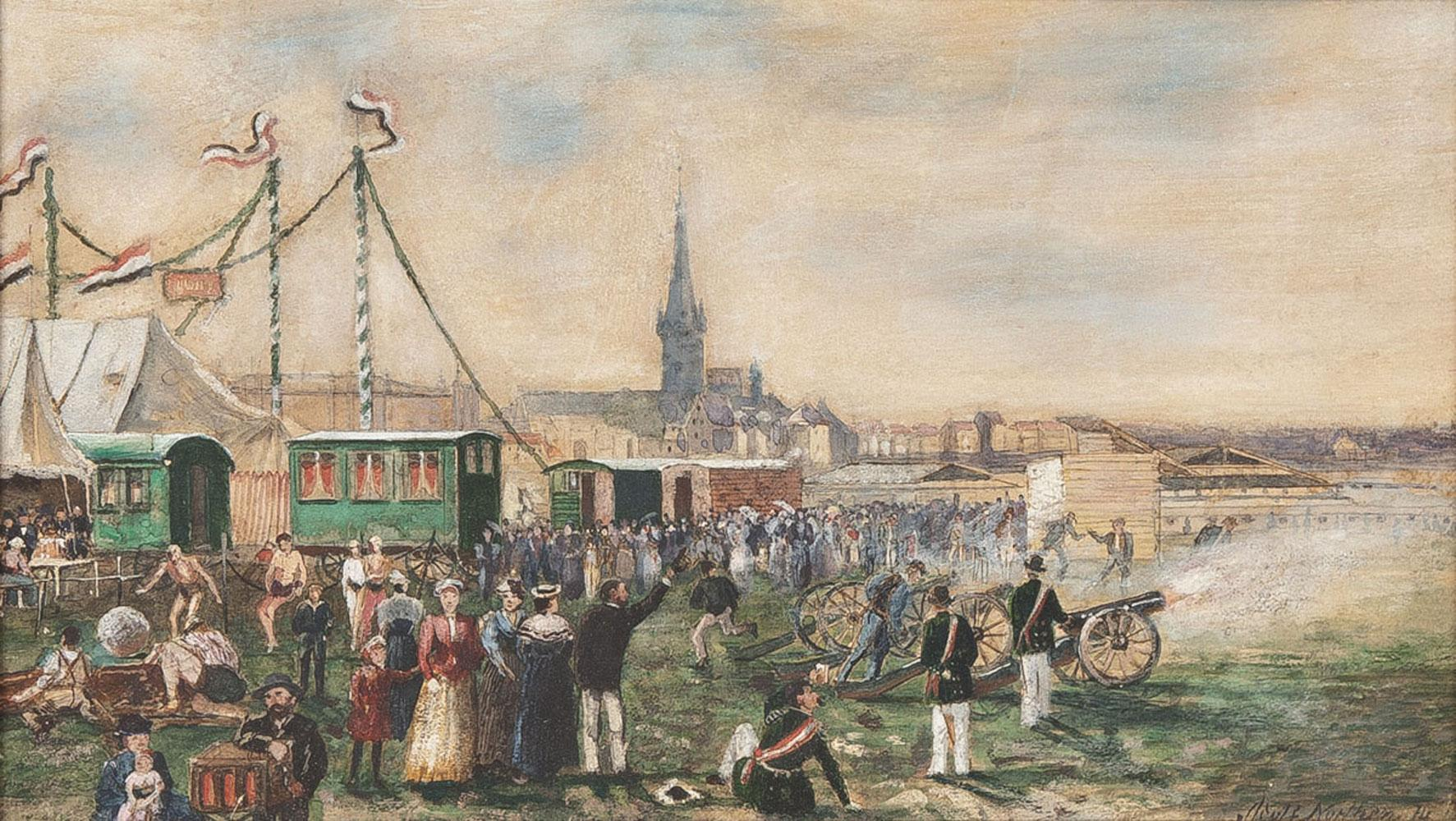
Kermis in Düsseldorf 1874
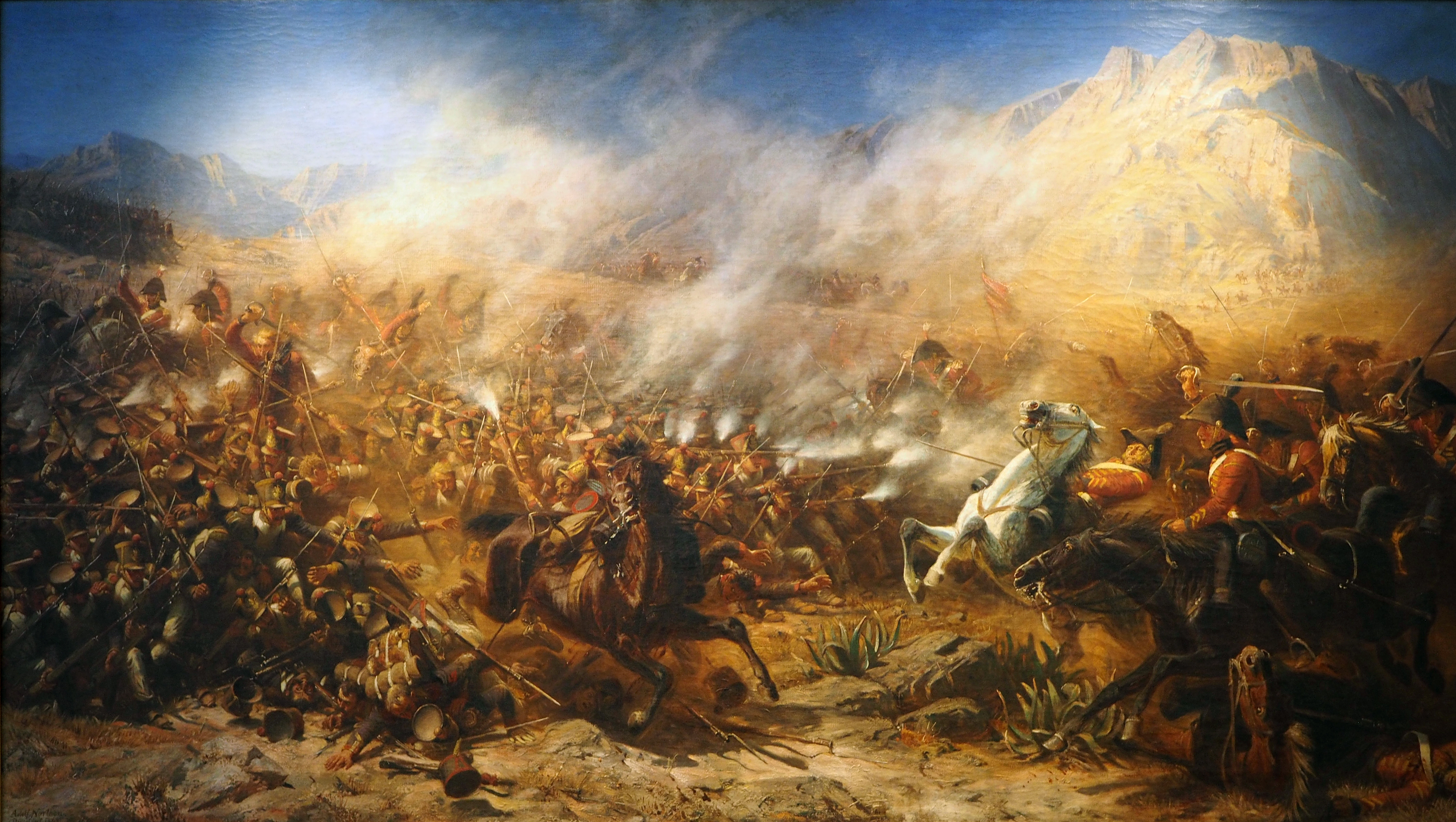
Veldslag van García Hernández Schloss Celle Niedersächsisches Landesmuseum Hannover

- Gemeinsame Normdatei: 117057681
- International Standard Name Identifier: 0000 0000 6674 8231
- RKD-Nederlands Instituut voor Kunstgeschiedenis: 59981
- Union List of Artist Names: 500109122
- Virtual International Authority File: 8155568
- WorldCat: E39PBJxmDWRBvQ3txFdr9BPxXd